# Centre olympique de tennis
Le Centre olympique de tennis (en portugais : Centro Olímpico de Tênis) est un stade de tennis situé à Barra da Tijuca dans l'ouest de Rio de Janeiro, au Brésil, conçu pour les Jeux olympiques d'été de 2016. Il est utilisé pour le tennis et le tennis en fauteuil-roulant aux Jeux paralympiques. Il a été construit sur l'ancien site de l'Autódromo Internacional Nelson Piquet.

## Histoire
En décembre 2015, le court central est nommé court Maria Esther Bueno, du nom d'une ancienne joueuse de tennis brésilienne, qui devint la première femme à remporter les quatre tournois du Grand Chelem en double en une année.